# Île de Lantau
L'île de Lantau (le nom est dérivé de l'ancien nom local du pic de Lantau, 爛頭 Làntóu ; 大嶼山 pinyin : Dàyǔ shān, cantonais : Tai yue shan, Île de la grande montagne), ou Lantao, est la plus grande île de Hong Kong. Située à l'embouchure de la Rivière des perles, elle fait partie du district des îles.
Autrefois occupée uniquement par des villages de pêcheurs, l'île a connu un développement très important au cours des dernières années en raison de l'implantation de grandes infrastructures telles que l'aéroport international de Hong Kong, le parc d'attractions Hong Kong Disneyland et les lignes de MTR Airport Express et Tung Chung, qui relient l'île de Lantau avec la péninsule de Kowloon et l'île de Hong Kong. Depuis fin 2018 le pont Hong Kong-Zhuhai-Macao connecte Hong Kong avec Macao et la république populaire de Chine à Zhuhai, au départ de l’île de Lantau.
L’ile faisait partie, comme la plupart des îles périphériques de Hong Kong, des « Nouveaux Territoires » cédés par la dynastie Qing au Royaume-Uni en 1898 au titre de territoires à bail pour une durée de quatre-vingt-dix-neuf années via la Convention pour l'extension du territoire de Hong Kong, et donc rétrocédés à la république populaire de Chine en 1997.

## Développement
Lantau mesure 146,38 km² et compte environ 45 000 habitants, ce qui est peu par rapport aux 1,4 million de l'île de Hong Kong. Cependant, le nord de l'île, autour du nouvel aéroport ouvert en 1998, est en plein développement et devrait accueillir à terme 200 000 habitants. Le village de Tung Chung, maintenant desservi par le MTR, est devenu une grande ville nouvelle. YMCA de Hong Kong Christian College est une école secondaire située à Tung Chung, Île de Lantau.

## Tourisme
Le centre de l'île, préservé, présente plusieurs sites préservés.
Le monastère de Po Lin, dans le village de Ngong Ping, est la principale attraction touristique. Il est enrichi depuis 1993 d'une statue de Bouddha géante, la plus grande au monde dans sa catégorie (assis, en bronze, en extérieur). On peut manger dans ses restaurants végétariens, et visiter le temple et les bâtiments attenants. Un téléphérique construit en 2006 permet d'arriver directement à Ngong Ping depuis la station de métro de Tung Chung.
Plus de la moitié de la surface de l'île est en fait un parc national, que l'on peut parcourir via des sentiers de randonnée balisés. Le principal est le Lantau Trail, long de 70 kilomètres, et qui permet d'accéder au pic de Lantau, point culminant de l'île à 934 mètres.

## Galerie

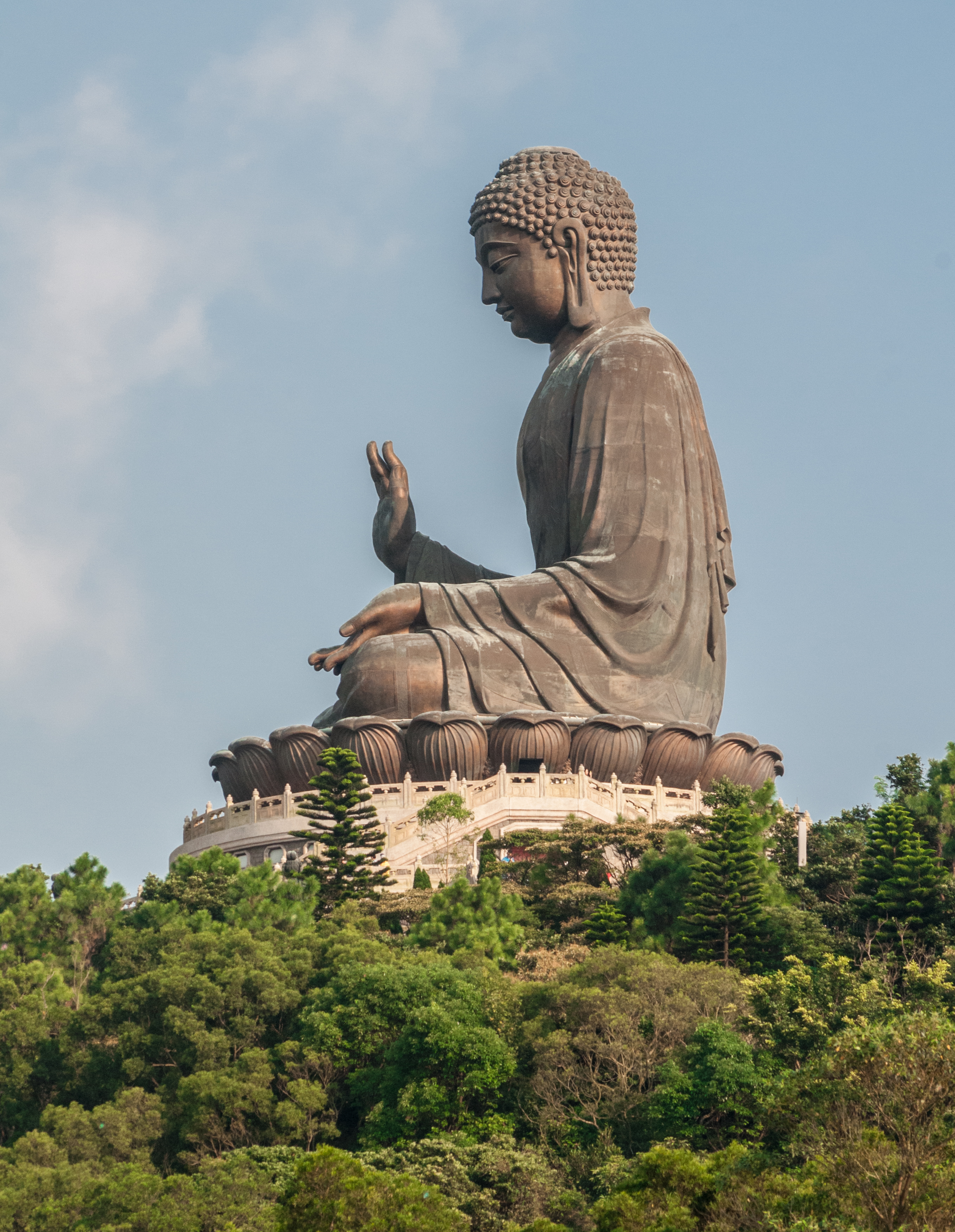
Statue géante de Bouddha, dépendant du monastère de Po Lin
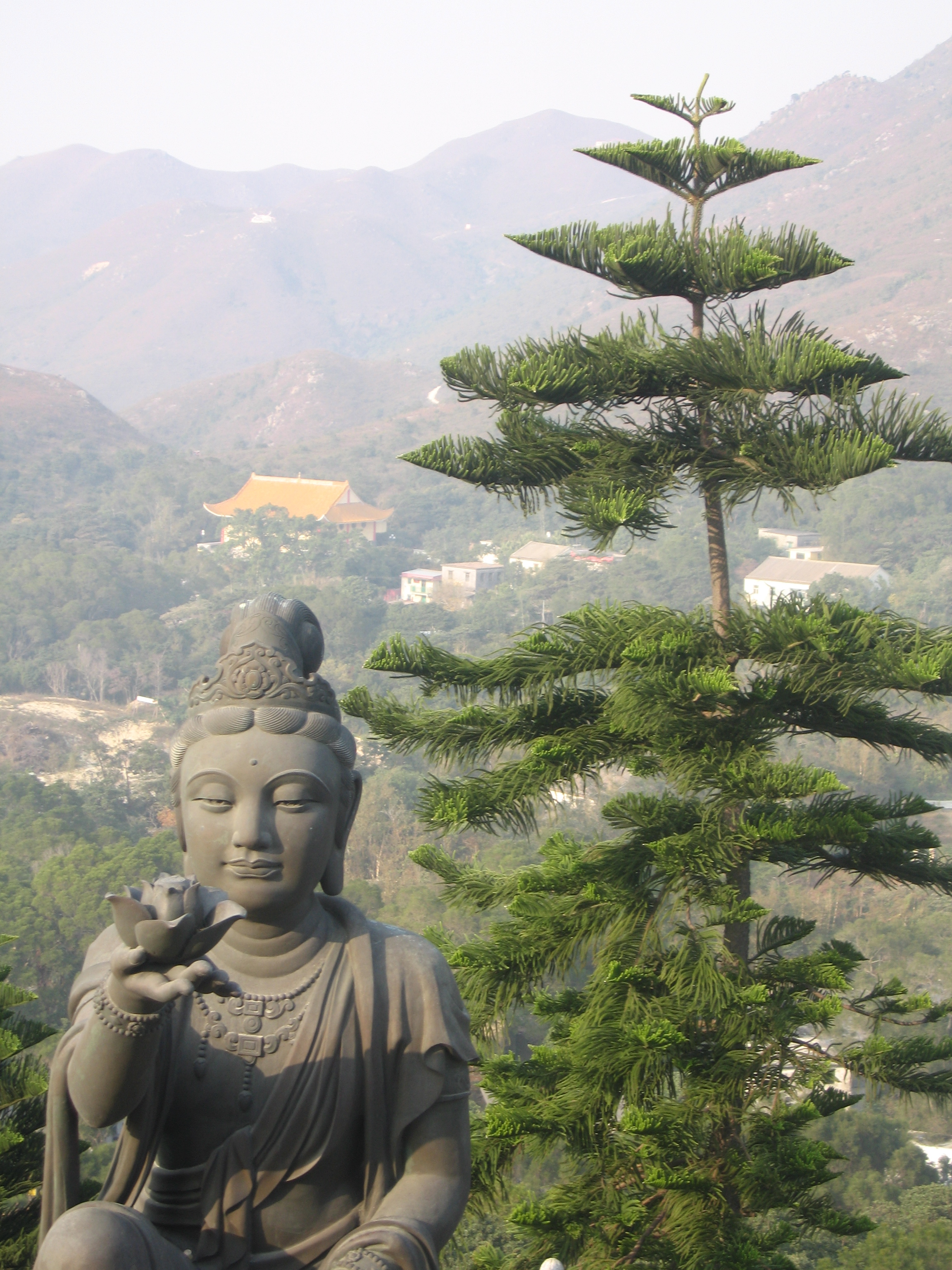
Statue de Kwun Yum à côté de celle de Bouddha